# Adelaide Football Club
Der Adelaide Football Club ist ein Australian-Football-Verein aus Adelaide, South Australia, dessen Team als Adelaide Crows bezeichnet wird. Die Trikots der Crows sind horizontal dunkelblau, rot und goldgelb gestreift. Der Verein wurde im Jahr 1990 gegründet und trat ein Jahr später der Australian Football League bei. Ihre Heimspiele tragen die Krähen im Adelaide Oval aus.

## Geschichte
In den 1980er Jahren begann die Victorian Football League (VFL), sich auch auf die Gebiete außerhalb von Victoria auszuweiten. Dies äußerte sich in der Verlegung des South Melbourne Football Club nach New South Wales im Jahr 1982 und durch die Expansion nach Western Australia und Queensland in Form der West Coast Eagles und der Brisbane Bears im Jahr 1987. Die South Australian National Football League (SANFL) sprach sich zunächst gegen den Beitritt eines ihrer Teams zur VFL aus. In der Saison 1990 wurde die VFL in Australian Football League (AFL) umbenannt und 1991 spielte der neu gegründete Adelaide Football Club erstmals in dieser Liga. Nach einigen Jahren im Mittelmaß entwickelten sich die Crows gegen Ende des Jahrzehnts zu einem Spitzenteam. 1997 gelang der erste Einzug ins Grand Final, in dem man überraschend die favorisierten St Kilda Saints mit 125:94 besiegen und so den ersten Meistertitel einfahren konnte. Ein Jahr später verteidigte Adelaide den Titel durch ein überzeugendes 105:70 gegen die North Melbourne Kangaroos. Danach erreichten die Crows fast zwei Jahrzehnte lang kein Grand Final mehr, gewannen aber 2005 die McClelland Trophy als bestes Team der Regular Season. Zumeist fand sich das Team jedoch eher im Mittelfeld der Tabelle wieder. Eine Ausnahme bildete die Saison 2012, in der Adelaide den zweiten Platz in der Endtabelle belegte und anschließend erst im Preliminary Final an den Hawthorn Hawks scheiterte. 2017 gelang mit dem Gewinn der zweiten McClelland Troph die Rückkehr in den Kreis der Top-Teams, doch im Grand Final unterlag man den Richmond Tigers überraschend deutlich mit 60:108. Nach dieser Finalniederlage setzte ein erneuter Niedergang ein, der im „Gewinn“ des Wooden spoon im Jahr 2020 gipfelte.

## Fans
Der Adelaide Football Club verfügt über eine sehr große Fanbasis. 2006 knackten die Crows als erstes AFL-Team die Marke von 50.000 Mitgliedern, 2014 hatte der Verein mit durchschnittlich rund 48.000 Zuschauern pro Spiel den besten Schnitt der Liga.  Als sportlicher Erzfeind gilt der Lokalrivale Port Adelaide Power.

## Erfolge
- Meisterschaften (2): 1997, 1998
- McClelland Trophy (2): 2005, 2017